# سیموئیس

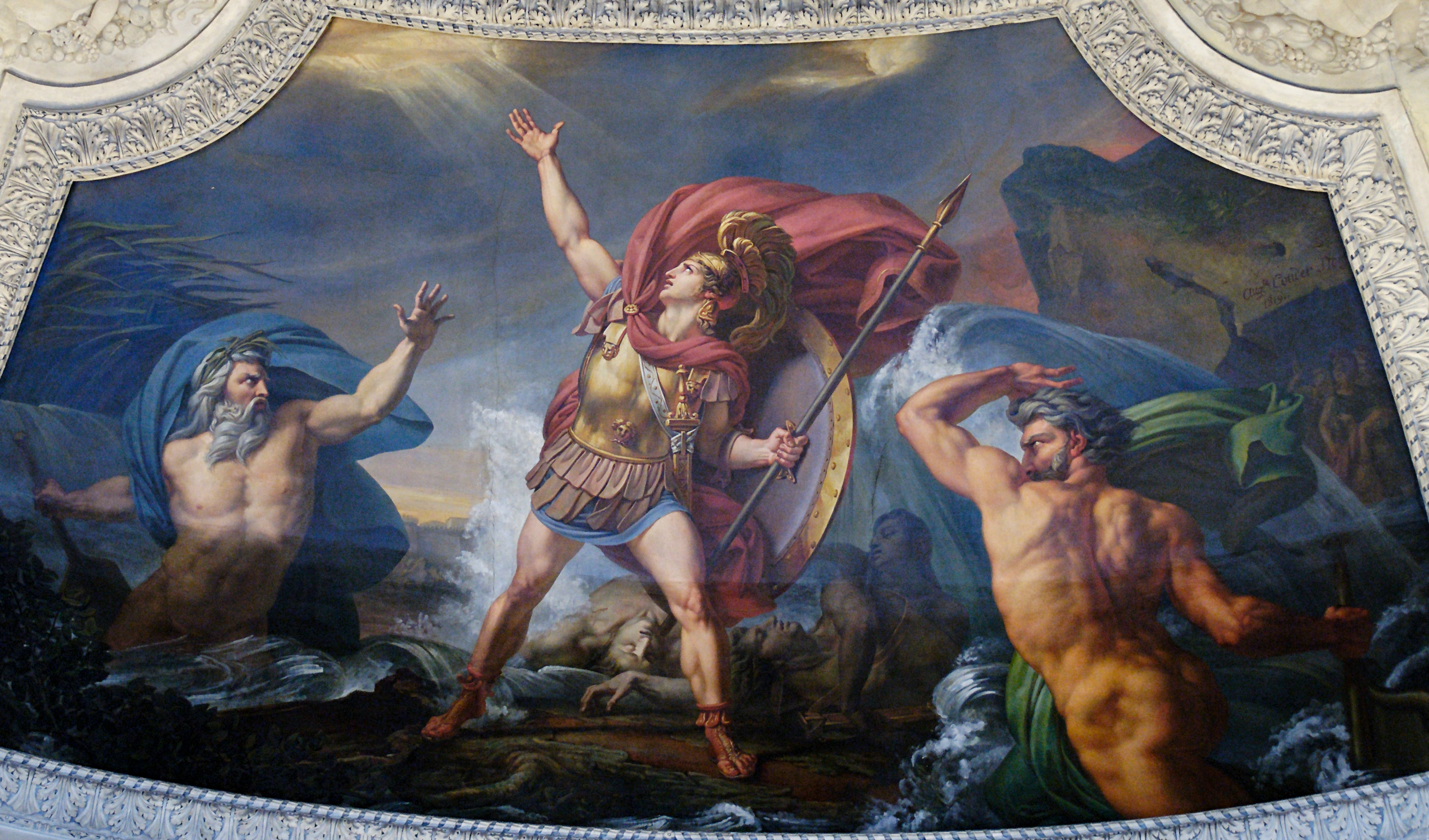
آب یا نبرد آشیل علیه اسکامندر و سیموئیس اثر آگوست کودر (۱۸۱۹)، تزئین روتوند آپولون در کاخ لوور.

سیموئیس (یونانی باستان: Σιμόεις) رودخانه‌ای در دشت تروآ بود که اکنون نام خدای آن در اسطوره‌شناسی یونانی نامیده می‌شود.